# HBOS

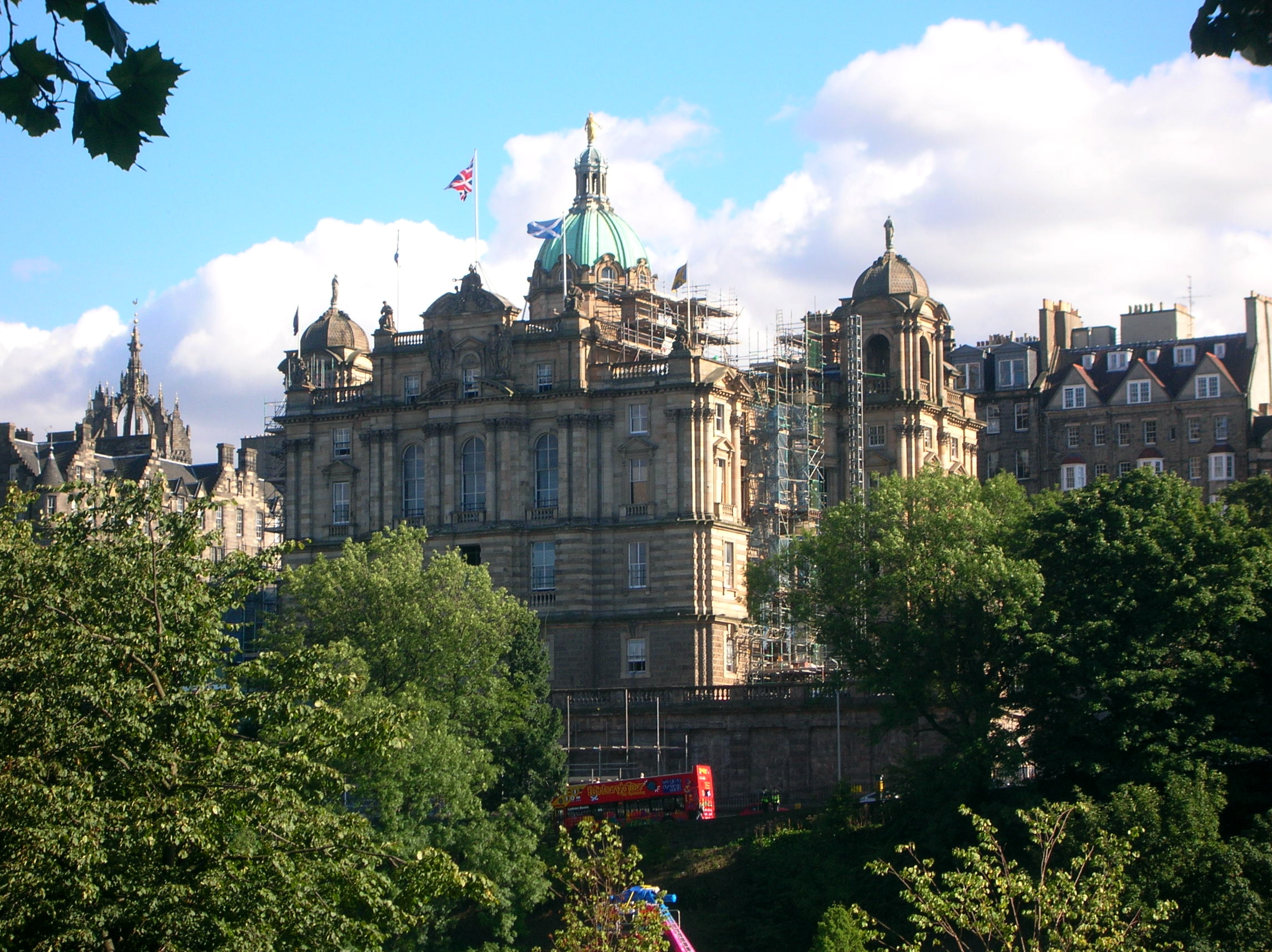
Sediul băncii în The Mound, Edinburgh.

HBOS este o bancă britanică și unul dintre cele mai importante grupuri financiare din Europa. În decembrie 2008, HBOS a fost preluată de rivala sa Lloyds TSB Group, devenind o subsidiară a acesteia.
Cifra de afaceri în 2007: 21,1 miliarde GBP
Venit net în 2007: 5,1 miliarde GBP